# Borokhé
Dans la gastronomie du Mali, le borokhé est un plat traditionnel à base de feuilles de manioc, de beurre d’arachide et d’huile de palme. Il est aussi consommé en Guinée, au Sénégal au Togo et en Côte d'Ivoire. 
Au Mali, la coutume veut qu'il ne soit consommer que le mercredi,,.  

## Composition
Sa confection nécessite d'avoir de la  viande de bœuf ou du poisson, des feuilles de manioc, du beurre d’arachide de l'oignon, de l'huile de palme, du piment, du sel, du poivre,,,